# Monterosso Calabro
Monterosso Calabro é uma comuna italiana da região da Calábria, província de Vibo Valentia, com cerca de 2.042 habitantes. Estende-se por uma área de 18 km², tendo uma densidade populacional de 113 hab/km². Faz fronteira com Capistrano, Maierato, Polia, San Vito sullo Ionio (CZ).

## Demografia
| Variação demográfica do município entre 1861 e 2011                               |
|                                                                                   |
| Fonte: Istituto Nazionale di Statistica (ISTAT) - Elaboração gráfica da Wikipedia |